# Ramsbury
Ramsbury est un village et une paroisse civile du Wiltshire, en Angleterre. Il est situé dans la vallée de la Kennet, à environ neuf kilomètres à l'est de la ville de Marlborough, non loin de la frontière du Berkshire. Au moment du recensement de 2011, il comptait 1 989 habitants.

## Étymologie
Le nom de Ramsbury provient des éléments vieil-anglais hræfn et byrig, forme dative du substantif burh désignant une place forte. Le mot hræfn signifie littéralement « corbeau », mais il peut aussi servir de prénom. Ramsbury pourrait donc aussi bien désigner « la forteresse du corbeau » que « la forteresse de Hræfn ». Ce toponyme est attesté en 947 sous la forme Rammesburi. Dans le Domesday Book, compilé en 1086, il apparaît sous la forme Ramesberie.

## Histoire
Ramsbury devient le siège d'un évêché vers 909, lorsque le diocèse de Winchester est divisé en deux. Les évêques de Ramsbury ont dès lors autorité sur les comtés du Berkshire et du Wiltshire. Trois d'entre eux s'élèvent au plus haut rang de la hiérarchie ecclésiastique d'Angleterre en étant nommés archevêques de Cantorbéry : Oda en 941, Sigéric en 990 et Ælfric en 995. Le dernier évêque de Ramsbury est Herman, qui fusionne son diocèse avec celui de Sherborne et déplace son siège épiscopal à Old Sarum. Ses successeurs sont les évêques de Salisbury.

## Personnalités liées
- Au XIXe siècle, le manoir de Ramsbury House est la propriété de l'homme politique Francis Burdett (1770-1844), puis de sa fille Angela Burdett-Coutts (1814-1906).
- L'entomologiste Edward Meyrick (1854-1938) est né à Ramsbury.